# 利比亞國家足球隊
利比亞國家足球隊（阿拉伯语：منتخب ليبيا لكرة القدم）是利比亞的國家足球代表隊，由利比亞足球協會管理，現時屬於國際足協及非洲足協成員國之一。利比亞曾經3次參加非洲國家盃，並在自家主辦的1982年拿下亞軍的成績；不過至今仍未參加過世界盃決賽週，是北非唯一從未晉級世界盃決賽週的球隊。

## 世界盃成績
- 1930年 至 1950年 – 屬於義大利的一部分
- 1954年 至 1962年 – 沒有參與
- 1966年 – 退出
- 1970年 – 未能晉級
- 1974年 – 沒有參與
- 1978年 – 未能晉級
- 1982年 – 退出
- 1986年 – 未能晉級
- 1990年 – 退出
- 1994年 – 受联合国制裁而取消資格
- 1998年 – 沒有參與
- 2002年 至 2022年 – 未能晉級

## 非洲國家盃成績
- 1957年 至 1965年 - 不屬於非洲足球協會的一部分
- 1968年 - 外圍賽出局
- 1970年 - 沒有參賽
- 1972年 - 外圍賽出局
- 1974年 - 退出
- 1976年 至 1980年 - 沒有參賽
- 1982年 - 亞軍
- 1984年 至 1986年 - 外圍賽出局
- 1988年 至 1990年 - 退出
- 1992年 至 1998年 - 沒有參賽
- 2000年 至 2004年 - 外圍賽出局
- 2006年 - 小組賽
- 2008年 至 2010年 - 沒有參賽
- 2012年 - 小組賽
- 2013年 至 2023年 - 外圍賽出局

## 外部連結
- Libyan Football Federation